# زاینسک
شهر زاینسک (به روسی: Заинск) در کشور روسیه و در جمهوری تاتارستان واقع شده‌است.